# لونا ۱
لونا ۱ (به انگلیسی: Luna 1) (به روسی: Мечта ۱) (به معنی روشن، و، رؤیا) نخستین فضاپیمای از نسل برنامه لونا ساخت روسیه است. این فضاپیما، نخستین فضاپیمایی بود که به نزدیکی کره ماه رسید و در مدار خورشید مرکزی سقوط کرد.
لونا ۱ به عنوان بخشی از برنامهٔ لونا در سال ۱۹۵۹ راه‌اندازی شد، با این حال به دلیل سوختگی مرحله بالایی بدنهٔ آن در زمان پرتاب به سبب نادرست بودن زمان‌سنج به ماه نرسید. این فضاپیما زمانی مدار زمین مرکزی را ترک کرد که در روند تبدیل شدن به اولین فضاپیمای مدارگرد بود.
مشاهده‌های لونا ۱ در حال گذر از طریق کمربند وان آلن بیرونی، نشان داد که مقدار کمی از ذرات پرانرژی می‌تواند در کمربند بیرونی وجود داشته باشد. اندازه‌گیری‌های به دست آمده در طول این مأموریت، داده‌های جدیدی ار کمربند تابشی زمین و فضا را ارائه داد.
داده‌ها نشان دادند که ماه هیچ میدان مغناطیسی قابل تشخیصی ندارد. اولین مشاهده‌های مستقیم و اندازه‌گیری آن‌ها تا آن زمان از باد خورشیدی، و مشاهدهٔ یک جریان قوی از پلاسمای یونیزه شده ناشی از خورشید و جریان یافتن آن به سوی فضای بین سیاره‌ای، انجام شد؛ و نیز معلوم شد که غلظت پلاسمای یونیزه شده در حدود ۷۰۰ ذره در هر سانتیمتر مکعب در ارتفاعات ۲۰–۲۵ هزار کیلومتر و ۳۰۰ تا ۴۰۰ ذره در هر سانتیمتر مکعب در ارتفاعات ۱۰۰–۱۵۰ هزار کیلومتر است. این سفینه همچنین به اولین ارتباط رادیوئی را در فاصله نیم میلیون کیلومتر رقم زد.
نقص فنی در سیستم کنترل زمینی ناشی از خطا در مدت کار موشک مانع رسیدن لونا۱ به مدار ماه شد و فضاپیما تنها توانست از کنار ماه با فاصلهٔ ۵۹۰۰ کیلومتری (در نزدیک‌ترین نقطه پرواز) عبور کند. به این ترتیب لونا۱ نخستین وسیلهٔ ساخت بشر شد که به مدار خورشید مرکزی رسید و مانند دیگر سیاره‌ها در آن قرار گرفت و از آن پس «مکتا» به معنی رؤیا نام گرفت. مدار مکتا مداری بین مدار زمین و مدار مریخ است.
از نام لونا در سال‌های بعد برای ماموریت‌های مختلفی استفاده شده‌است.

## فضاپیما

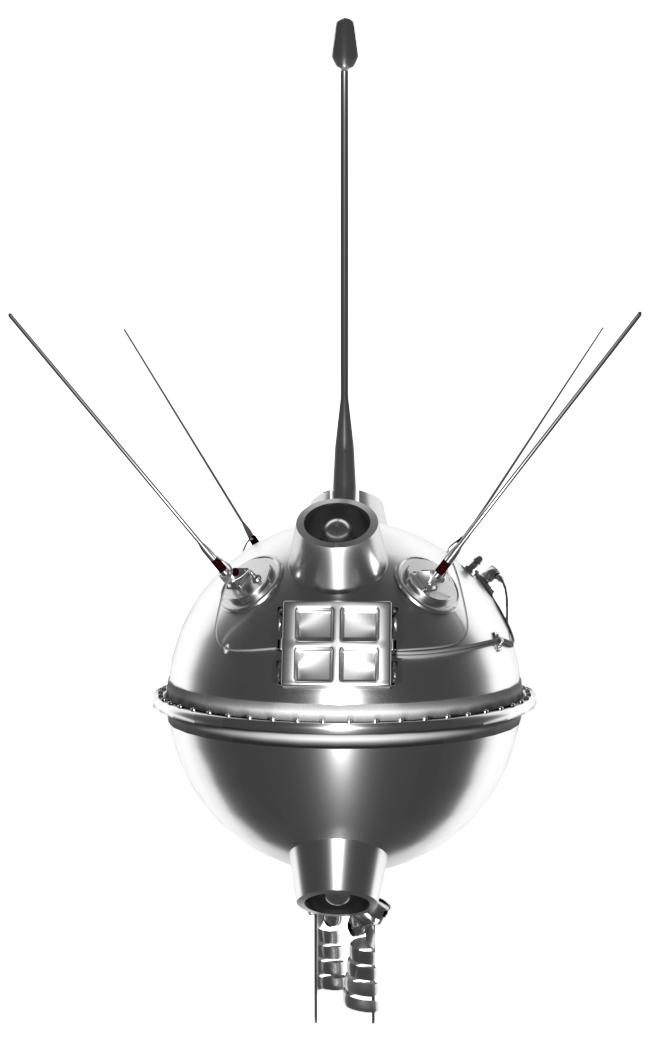
مدل فضاپیمای Lunik/Luna 1 - 2 شوروی (انتشار : جمعه، ۶ فروردین ۱۴۰۰)

لونا ۱ حامل سامانه‌های رادیویی مختلفی از جمله یک فرستندهٔ رهگیری (که برای پیداکردن مکان آن از طرف ایستگاه زمینی استفاده می‌شود) و سامانه‌های سنجش از دور و همچنین پنج ابزار برای مطالعهٔ ماه و فضای میان سیاره‌ای از جمله مغناطیس سنج، شمارشگر گایگر، آشکارساز سنتیلاسیون و تشخیص دهندهٔ گرد و غبار فضایی بود.
مأموریت اصلی لونا ۱ این بود که با سطح ماه برخورد کند و دو پرچم فلزی شوروی که همراه داشت را بر سطح ماه برافرازد. این مأموریت را نهایتاً لونا ۲ با موفقیت انجام داد.

## پرتاب

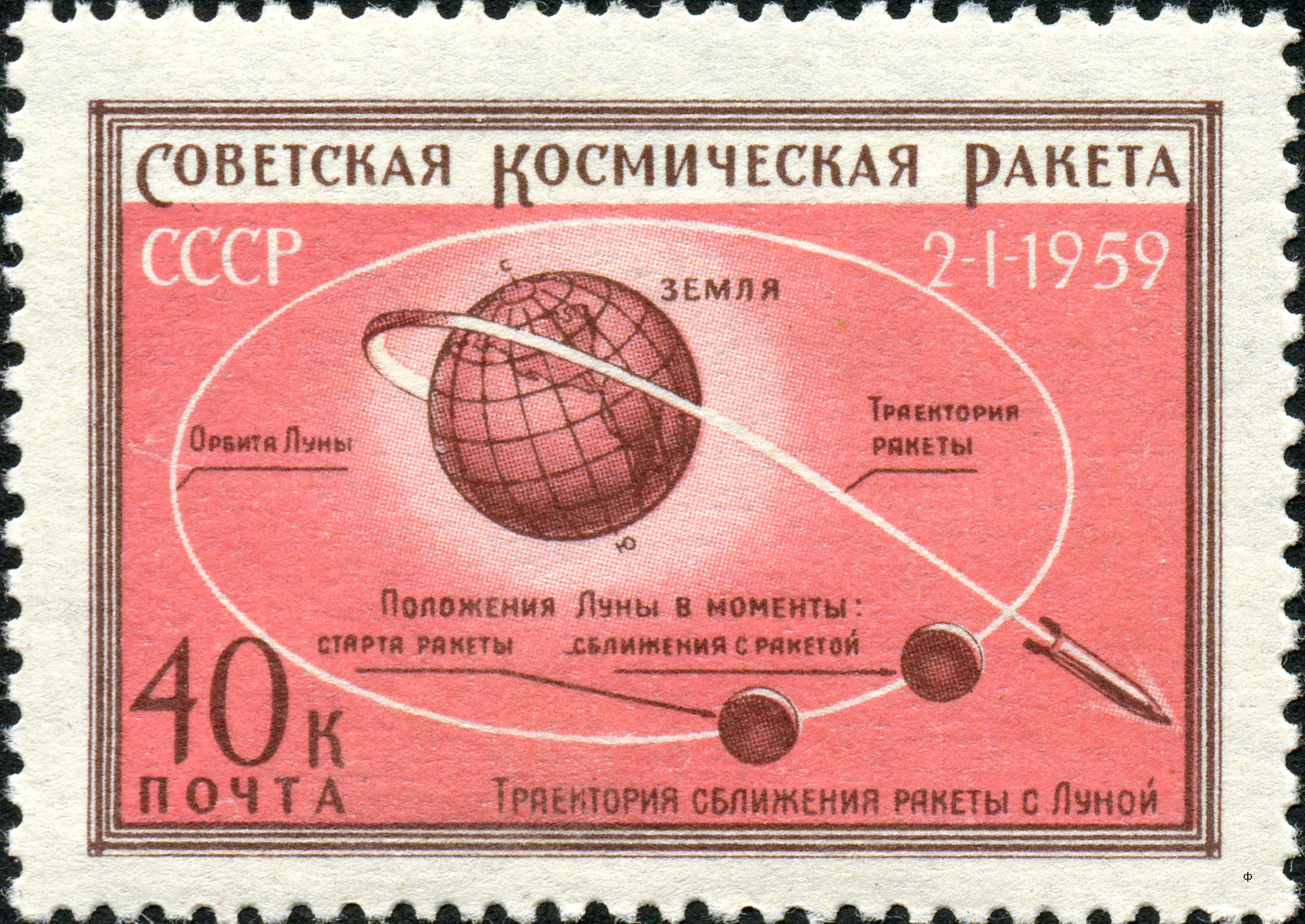
تصویری از لونا ۱ بر روی یک تمبر زمان شوروی

پرتاب لونا ۱ در ساعت ۱۶:۴۱ به وقت گرینویچ (۲۲:۴۱ به وقت محلی) روز ۲ ژانویه ۱۹۵۹ از سایت شماره ۵/۱ پایگاه فضایی بایکونور با راکت لونا 8K72 صورت گرفت. لونا ۱ نخستین وسیلهٔ ساخت بشر شد که سرعت گریز زمین را به دست آورد. راکت ۱٬۴۷۲-کیلوگرمی حامل لونا ۱ که پس از وارد کردن آن به مدار خورشید مرکزی از آن جدا شد نیز این سرعت را به دست آورد.
مرحلهٔ نهایی راکت پرتاب به دلیل خطا در برنامه‌ریزی، مقدار زمان نادرستی روشن ماند و به این دلیل لونا ۱ نتوانست به سطح ماه برخورد کند. این فضاپیما پس از ۳۴ ساعت پرواز در ۴ ژانویه از فاصلهٔ ۵۹۹۵ کیلومتری سطح ماه گذشت. لونا ۱ در مدار دور خورشید بین زمین و مریخ در گردش است.

## آزمایش آزادسازی سدیم
در ساعت ۰۰:۵۶:۲۰ به وقت گرینویچ روز ۳ ژانویه در فاصلهٔ ۱۱۹٬۵۰۰ کیلومتری زمین، فضاپیما یک کیلوگرم گاز سدیم (همانند آنچه در لامپ بخار سدیم به‌کار می‌رود) را جهت آزمایش رفتار گازها در فضا در فضا رها کرد. این گاز یک ابر نارنجی رنگ درخشان در پشت فضاپیما ایجاد کرد که به مدت چند دقیقه بر فراز اقیانوس هند با قدر ۶ پیدا بود. مستیسلاو گنویشف در رصدخانهٔ اصلی آکادمی علوم شوروی نزدیک شهر کیسلوفودسک از این پدیده تصویر برداری کرد.

## سایر
لونا ۱ قرار بود که با سطح ماه برخورد کند اما بروز اشکال در سامانهٔ کنترل زمینی باعث شد که با خطای حدود ۶٬۰۰۰ کیلومتر از کنار هدف عبور کند؛ با این وجود لونا ۱ اطلاعات مهمی را برای گسترش فهم و شناخت ما از جهان جمع‌آوری کرد.